# Capitol Studios

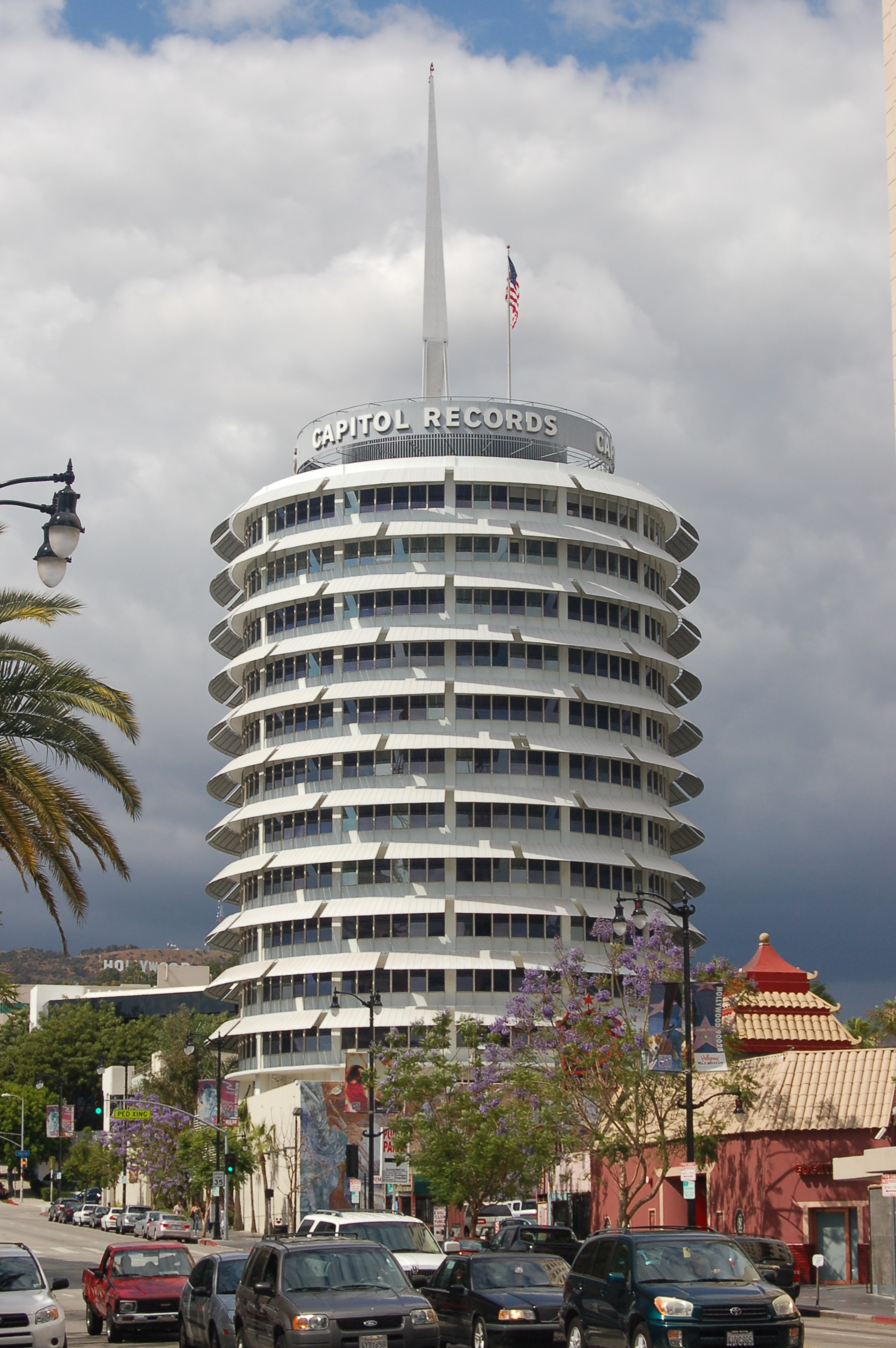
Torre de Capitol Records en Hollywood (Los Ángeles - CA)

El complejo Capitolio Studios abrió sus puertas en el Capitol Records Building, un edificio futurista de nuevo en el corazón de Hollywood, en 1956. Desde entonces, ha albergado algunas de las grabaciones más preciadas en la historia de la música, desde Frank Sinatra a la Beastie Boys. Es propiedad de Capitol Records cuya sociedad matriz es EMI. Un estudio adicional de Capitol Records fue construido en Nueva York.

## Documentos Capitolio
El edificio de Capitol Records, también conocido como la "Torre Capitol Records 'es un hito de  Hollywood, Los Ángeles, California . El edificio fue diseñado por Welton Becket, notable arquitecto. El edificio tiene 13 pisos de altura y 150 metros de alto y es una moderna y sorprendente estructura de hormigón armado resistente a los terremotos.

## Capitol Studios
La planta baja, la única parte rectangular del edificio, es en realidad una estructura separada que rodea la torre y se unió a él después de que toda la torre fuese terminada. Alberga las oficinas del Departamento de grabación, dos salas de control, tres estudios de grabación que fueron diseñados por Vincent Van Huff, Jeff Cooper, y Jack Edwards, más seis salas de producción / edición.
El estudio A y el estudio B se pueden utilizar juntos para que 75 músicos puedan grabar música de orquesta y banda sonora.
Para evitar el zumbido de las lámparas fluorescentes, los balastos de los artefactos fueron montados fuera de los estudios. El sistema de calefacción y aire acondicionado usan "conductos desconectados, trampas de sonido y ventilación con aislamiento acústico."
Las paredes exteriores son de hormigón con 10 pulgadas de espesor. Un espacio de aire de una pulgada separa la pared exterior de la pared interior de los estudios , que a su vez se encuentra en un piso que "flota en un caucho de tejas, losa de hormigón de 3 pulgadas. Esta losa superior flota sobre una capa de corcho, que se basa en la losa de cimentación de hormigón de 6 pulgadas."
Las paredes interiores de la "Capital Studios" fueron construidas con deflectores como disparador. Un lado es de madera de abedul, que crea un sonido duro, y el otro es de fibra de vidrio, que tiene un sonido más suave. Los techos están suspendidos por debajo de un grueso aislamiento de lana de roca que los insonoriza. 

## Cámaras de Eco
El Capitol Studios tiene como característica única las cámaras de eco. Se trata de búnkeres de hormigón  subterráneos construidos 30 metros bajo tierra. El aislamiento de sonido y las propiedades acústicas permiten a los ingenieros de sonido endulzar las pistas con una reverberación rica.
El eco de las cámaras fue diseñado como trapecio por el artista de grabación y experto de sonido Les Paul. Tienen paredes de hormigón de 10 centímetros de grosor y techos de hormigón de un metro de espesor. Con los altavoces en un lado y micrófonos en la otra, pueden proporcionar reverberación con una duración de hasta 5 segundos. Los ingenieros de sonido "la pueden utilizar como la paleta de un artista", como dijo un trabajador del Capitol Studios. El sonido de los micrófonos en los estudios se envía a los oradores en el eco de las cámaras, y es recogido por los micrófonos. La cantidad de reverberación es controlada en la mesa de mezclas de sonido.
Los estudios están amenazados por la construcción cercana de un edificio en condominio con estacionamiento subterráneo, lo que implicaría equipo pesado de trabajo dentro de los 18 pies de las cámaras subterráneas.